# Listas do Património Mundial
Esta é uma relação das Listas de Sítios do Património Mundial. Um Património Mundial é um bem natural ou arquitetônico classificado pela Organização das Nações Unidas para a Educação, a Ciência e a Cultura (UNESCO) por seu significado cultural ou físico especial.

## Listas gerais
- Lista de obras-primas do Património Mundial
- Lista do Património Mundial em perigo
- Lista de sítios compartilhados do Patrimônio Mundial
- Lista de sítios removidos do Patrimônio Mundial
- Lista do Patrimônio Mundial por ano de inscrição
- Lista de sítios do Patrimônio Mundial da UNESCO por país

## Listas temáticas
- Lista de templos religiosos designados Patrimônio Mundial da UNESCO
- Programa de Arquitetura de Terra do Patrimônio Mundial

## Listas por região e sub-região

### África
- Lista do Património Mundial em África
  - Lista do Patrimônio Mundial na África Austral
  - Lista do Patrimônio Mundial na África Central
  - Lista do Patrimônio Mundial na África Ocidental
  - Lista do Patrimônio Mundial na África Oriental

### Américas
- Lista do Património Mundial nas Américas
  - Lista do Patrimônio Mundial na América do Norte
  - Lista do Patrimônio Mundial na América Central
  - Lista do Patrimônio Mundial na América do Sul
  - Lista do Patrimônio Mundial no Caribe

### Ásia
- Lista do Património Mundial na Ásia
  - Lista do Patrimônio Mundial na Ásia Oriental
  - Lista do Patrimônio Mundial na Ásia Central
  - Lista do Patrimônio Mundial no Sudeste Asiático
  - Lista do Patrimônio Mundial na Ásia Meridional
  - Lista do Patrimônio Mundial no Sudoeste Asiático

### Estados Árabes
- Lista do Património Mundial nos Estados Árabes

### Europa
- Lista do Património Mundial na Europa
  - Lista do Patrimônio Mundial na Europa Oriental
  - Lista do Patrimônio Mundial na Europa Setentrional
  - Lista do Patrimônio Mundial na Europa Meridional
  - Lista do Patrimônio Mundial na Europa Ocidental

### Oceania
- Lista do Patrimônio Mundial na Oceania